# St Helens (Australia)
St Helens è una città della Tasmania, in Australia; essa si trova 250 chilometri a nord di Hobart ed è la sede della Municipalità di Break O'Day. Al censimento del 2006 contava 2.049 abitanti.